# Mamá (escultura)
Mamá (Maman en francés) es el nombre que recibe una gran escultura con forma de araña de la artista francesa-americana Louise Bourgeois (1911-2010). Está realizada en bronce, acero inoxidable y mármol. Pesa 22 toneladas, y mide 10 metros de altura y 10 de diámetro.
La autora, reconocida internacionalmente por su capacidad para reflexionar plásticamente sobre temas profundos y dolorosos de la naturaleza humana, llamó a la escultura "Maman" en homenaje a su madre, capaz de tejer la tela de los afectos y también quedar atrapada en ellos.

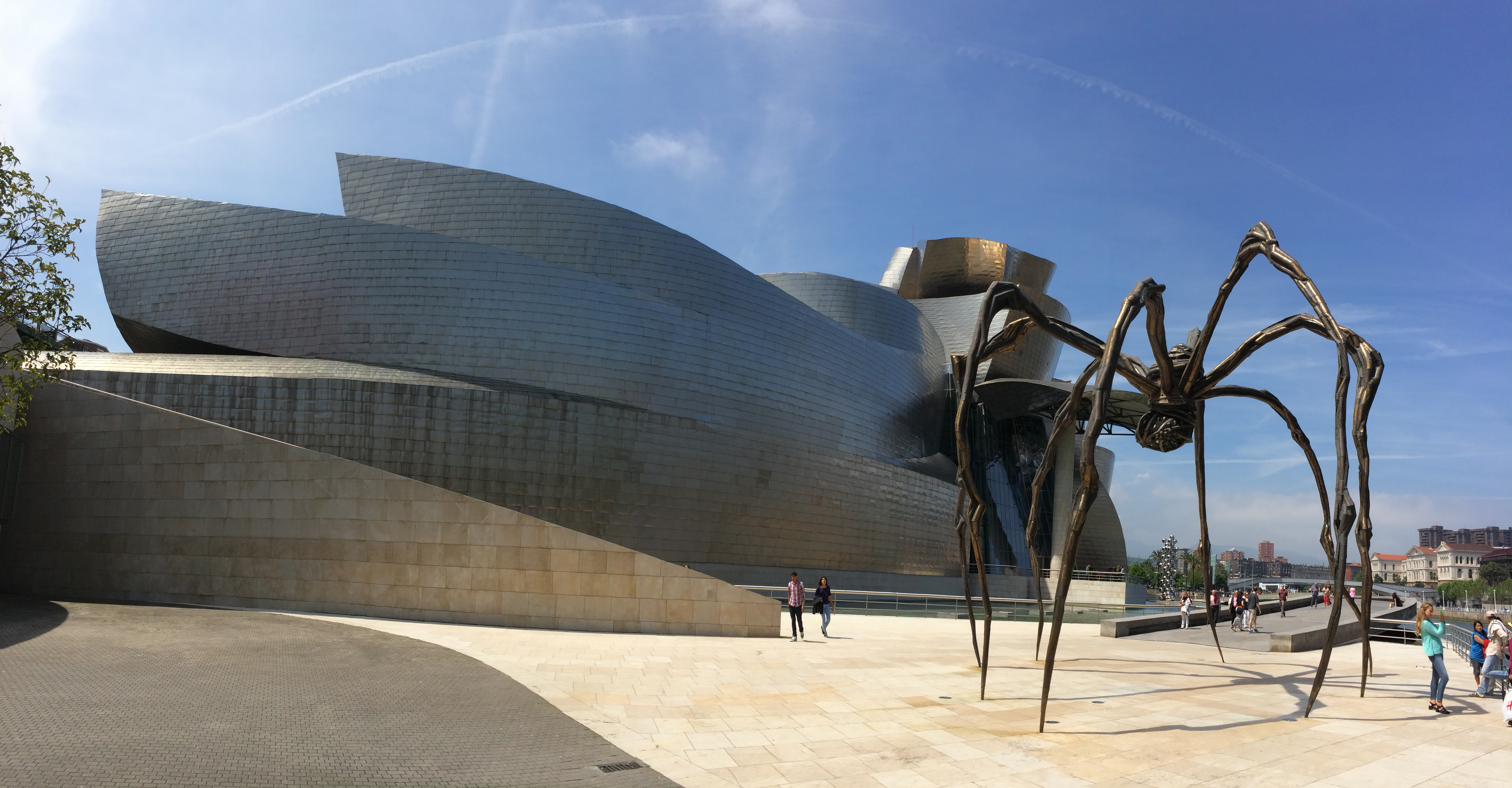
Escultura frente al Museo Guggenheim Bilbao.

Es una de las esculturas de arte contemporáneo que forma parte de las colecciones permanentes de diferentes museos en países tan diversos que van desde Canadá a Japón o desde Corea del Sur a los Estados Unidos. La escultura también ha sido exhibida en numerosos museos en todo el mundo.